# 鮑伯·斯圖爾特

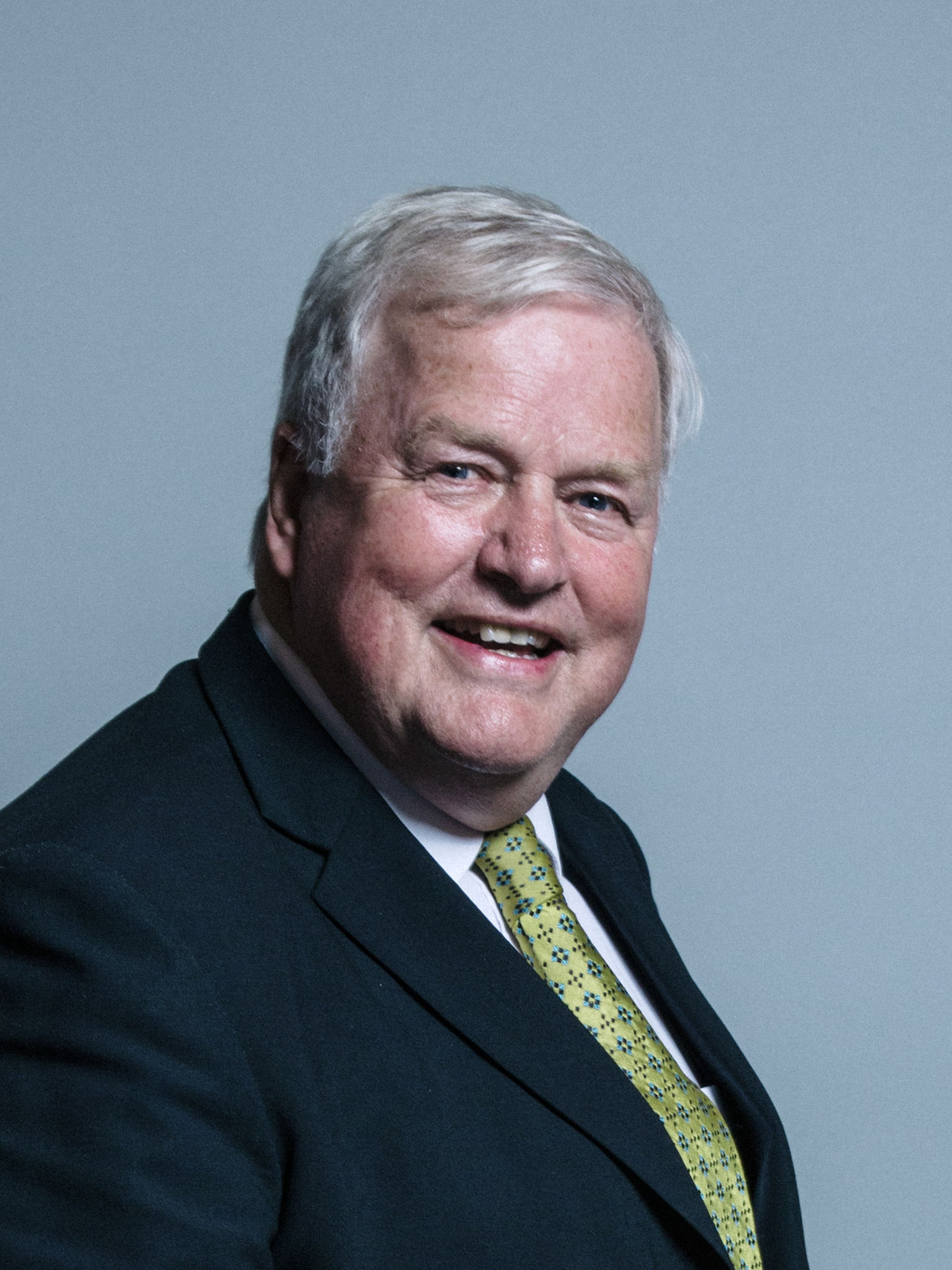

鮑伯·斯圖爾特（英語：Bob Stewart，1949年7月7日—）是一位英格蘭政治人物，他的黨籍是保守黨。自2010年開始，他擔任貝肯漢姆選區選出的英國下議院議員。他曾是一名軍人。